# James Chadwick
Sir James Chadwick (20. října 1891 – 24. července 1974) byl britský fyzik. V roce 1935 obdržel Nobelovu cenu za fyziku za objev neutronu.

## Život a vzdělání
James Chadwick se narodil 20. října 1891 v Bollingtonu v hrabství Cheshire v Anglii jako syn Johna Josepha Chadwicka a Anne Mary Knowles. Navštěvoval střední školu v Manchesteru a později studoval na univerzitě v Manchesteru a Cambridge.
V roce 1913 odešel do Německa, kde pracoval s Hansem Geigerem na Technické univerzitě v Berlíně. V Německu byl až do konce 1. světové války internován.

## Výzkum v Cambridge
Po válce se Chadwick vrátil do Cambridge, kde pracoval v Cavendishových laboratořích s Ernestem Rutherfordem na výzkumu vyzařování gama záření z radioaktivních materiálů. Studovali též transmutaci prvků při ostřelování částicemi alfa a podstatu jader atomů.
V roce 1932 při ostřelování jader berylia alfa částicemi objevil částici v jádře, která byla nazvána neutron, protože neměla elektrický náboj.
Na rozdíl od heliových jader (alfa částic), které mají kladný náboj a jsou proto odpuzovány elektrickými silami v okolí jádra, tato nová částice procházela touto elektrickou bariérou bez potíží. Chadwick tak připravil cestu pro štěpení jader a vznik atomové bomby.
Za tento důležitý objev mu byla v roce 1932 udělena Hughes Medal Královské společnosti a následně v roce 1935 Nobelova cena za fyziku. Později vyšlo najevo, že němečtí vědci objevili neutron ve stejnou dobu. Ale objevitel Hans Falkenhagen se obával zveřejnění svých výzkumů. Když se Chadwick dozvěděl o Falkenhagenovu objevu, nabídl mu, že se o Nobelovu cenu podělí. Falkenhagen ale skromně odmítl.

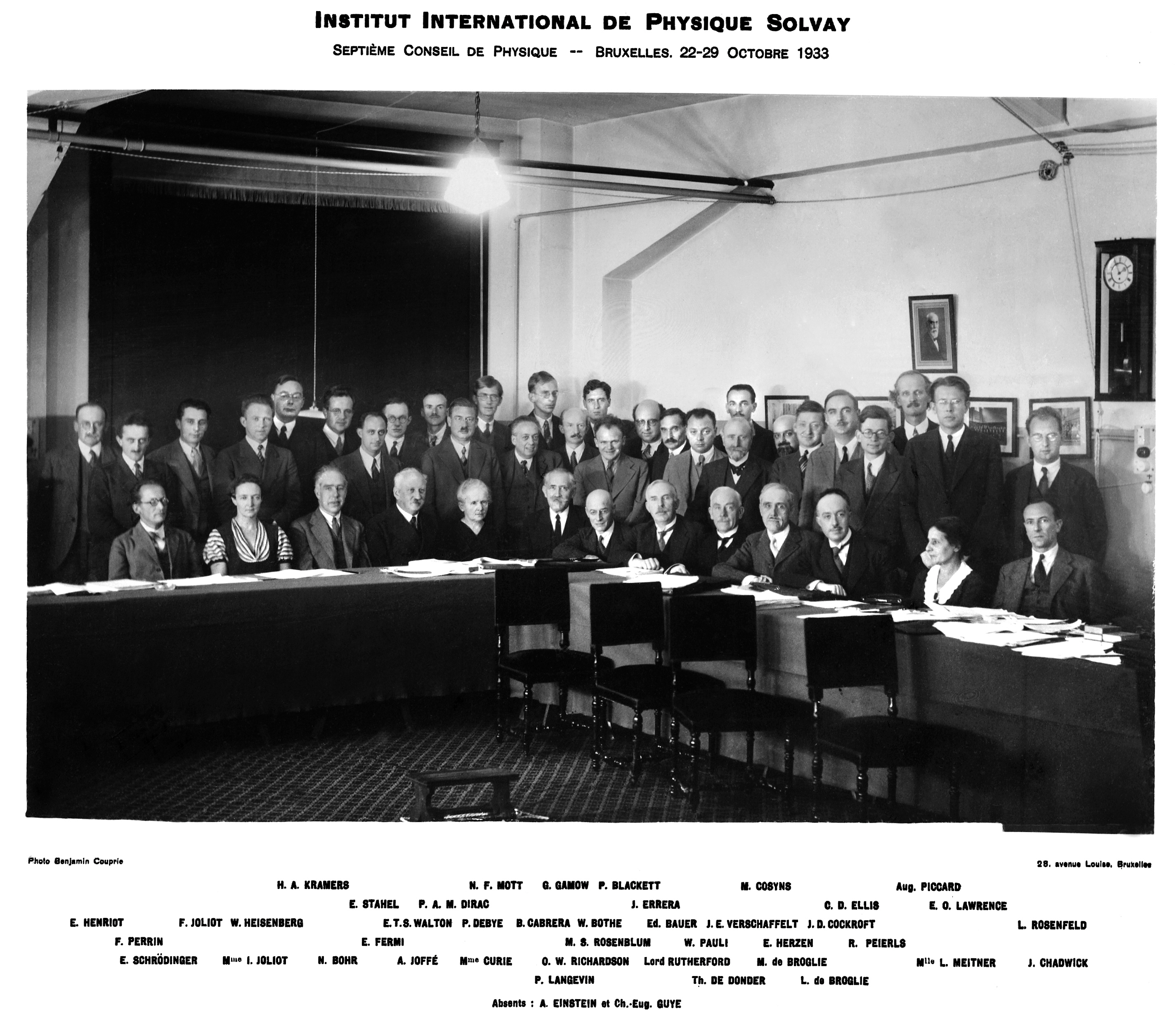
Chadwick na Solvayově konferenci 1933, první zprava spodní řada

Chadwickův objev umožnil tvorbu prvků těžších než uran. Jeho objev částečně inspiroval Enrica Fermiho k objevu jaderné reakce způsobené pomalými neutrony a přivedl Otto Hahna a Fritze Strassmanna k objevu jaderného štěpení, který spustil vývoj atomové bomby.

## Vývoj atomové bomby
V roce 1935 se Chadwick stal profesorem fyziky na Liverpoolské univerzitě. V roce 1940 následkem Frisch-Peiersova memoranda o provedení atomové bomby byl jmenován do komise MAUD, která zkoumala možnosti vytvoření atomové bomby. Jako člen Tizardovy komise navštívil v roce 1940 Severní Ameriku. Po návratu do Anglie v listopadu 1940, došel k závěru, že nic z tohoto výzkumu by nemělo být publikováno před skončením války.
V prosinci 1940 Franz Simon dokončil svou práci, na žádost komise MAUD, o dělení izotopů se závěrem, že je uskutečnitelná. Jeho práce obsahovala odhad nákladů a technické návody pro uranové obohacovací zařízení. James Chadwick později napsal, že si tehdy „uvědomil, že nukleární bomba není nejen možná, ale nevyhnutelná.“
Krátce poté se Chadwick zúčastnil projektu Manhattan v USA, který vyvinul atomové bomby svržené na Hirošimu a Nagasaki. Za svoje služby byl Chadwick v roce 1945 pasován na rytíře.

## Návrat do Cambridge
Po skončení války se Chadwick vrátil do Liverpoolu a zúčastnil se budování britského jaderného programu. Mimo to vybudoval synchrotron na tamější univerzitě a měl velkou účast na britském rozhodnutí k účasti při vybudování centra evropského jaderného výzkumu CERNu.
Od roku 1948 byl Chadwick jmenován ředitelem kolejí Gonville a Caius university v Cambridge. V roce 1958 se stáhl z universitního života a žil několik let v Liverpoolu, než se v roce 1969 v usadil Cambridge, kde 24. června 1974 ve věku 84 let zemřel.